# Хаким, Эдже
Эдже́ Хаки́м (тур.  Ece Hakim ; род. 10 июня 1998 года, Стамбул) — турецкая актриса.

## Биография
Родилась 10 июня 1998 года в Стамбуле. Актёрскую карьеру начала в 2004 году; первая работа Эдже в которой она прияла участие — мини-сериал «Во время дождя», там она исполнила роль Наз. Ещё в её актерской карьере есть такие сериалы как «Расскажи Стамбул» (2005 г.). В 2006 году Эдже играла в сериале «Хорошо, что ты есть» в роли Аймелек, в 2007 году снималась в сериале «Бабочка тупик» и в 2008 году приняла участие в сериале «День и Ночь», в котором исполнила роль Лале, с 2015 года Эдже играет в сериале «Мафия не может править миром» в роли Зейнеп. Также принимала участие в эпизодических ролях в  таких сериалах как «Европейская сторона», «Разбитые сердца» и «Отчаянные домохозяйки».

## Фильмография
| Год  |   | Русское название                   | Оригинальное название         | Роль              |
| ---- | - | ---------------------------------- | ----------------------------- | ----------------- |
| 2004 | с | Во время дождя                     | Yagmur Zamani                 | Наз               |
| 2005 | с | Расскажи Стамбул                   | Anlat İstanbul                | Маленькая Девочка |
| 2006 | с | Разбитые сердца                    | Candan Ote                    | Маленькая Гюлен   |
| 2006 | с | Хорошо что ты есть                 | Iyi ki varsin                 | Аймелек           |
| 2007 | с | Бабочка тупик                      | Kelebek Çıkmazı               | Маленькая Джейда  |
| 2008 | с | День и ночь                        | Gece Gündüz                   | Лале Атакан       |
| 2013 | с | Отчаянные домохозяйки              | Umutsuz EV С Kadınları        | Гамзе             |
| 2015 | с | Преступники не могут править миром | Eskiya dunyaya hukumdar olmaz | Зейнеп Чакырбейли |